# Comté de Brevard
Pour les articles homonymes, voir Brevard.
Le comté de Brevard est un comté situé dans l'État de Floride, aux États-Unis. Sa population était de 606 612 habitants en 2020, elle était de à 543 376 en 2010. Le siège du comté est Titusville bien que toute son administration soit présente à Viera. Aucun changement n'a pourtant été effectué depuis 1894 quant à cette situation.

## Géographie
Selon le bureau de recensement le comté a une superficie de 4 032 km2, dont 1 395 km2 sont situés dans l'eau (soit 34,60 % de la surface totale), en majeure partie dans le Indian River Lagoon.

### Comtés adjacents
- Comté de Volusia (nord)
- Comté d'Indian River (sud)
- Comté d'Osceola (sud-ouest)
- Comté d'Orange (ouest)
- Comté de Seminole (nord-ouest)

### Localités

#### Municipalités
- Cap Canaveral
- Cocoa
- Cocoa Beach
- Indialantic
- Indian Harbour Beach
- Malabar
- Melbourne
- Melbourne Beach
- Melbourne Village
- Palm Bay (Floride) (autrefois Tillman)
- Palm Shores (Floride)
- Rockledge
- Satellite Beach (Floride)
- Titusville
- West Melbourne

#### Autres localités
- Barefoot Bay
- Cocoa West
- Grant
- June Park
- John F. Kennedy Space Center
- Merritt Island
- Micco
- Mims
- Port St. John
- Sharpes
- South Patrick Shores
- Suntree
- Valkaria
- Viera

## Démographie
| Groupe                           | Comté de Brevard | Floride | États-Unis |
| -------------------------------- | ---------------- | ------- | ---------- |
| Blancs                           | 83,0             | 75,0    | 72,4       |
| Afro-Américains                  | 10,1             | 16,0    | 12,6       |
| Métis                            | 2,6              | 2,5     | 2,9        |
| Asiatiques                       | 2,1              | 2,4     | 4,8        |
| Autres                           | 1,8              | 3,7     | 6,4        |
| Amérindiens                      | 0,4              | 0,4     | 0,9        |
| Total                            | 100              | 100     | 100        |
|                                  |                  |         |            |
| Hispaniques et Latino-Américains | 8,1              | 22,5    | 16,7       |

Selon l'American Community Survey, en 2010 90,20 % de la population âgée de plus de 5 ans déclare parler l'anglais à la maison, 5,29 % déclare parler l'espagnol, 0,62 % l'allemand, 0,61 % le français et 3,28 % une autre langue.
| 1860 | 1870  | 1880  | 1890  | 1900  | 1910  |
| ---- | ----- | ----- | ----- | ----- | ----- |
| 246  | 1 216 | 1 478 | 3 401 | 5 158 | 4 717 |

| 1920  | 1930   | 1940   | 1950   | 1960    | 1970    |
| ----- | ------ | ------ | ------ | ------- | ------- |
| 8 505 | 13 283 | 16 142 | 23 653 | 111 435 | 230 006 |

| 1980    | 1990    | 2000    | 2010    | 2020    | - |
| ------- | ------- | ------- | ------- | ------- | - |
| 272 959 | 398 978 | 476 320 | 543 376 | 606 612 | - |